# Пантилов, Виталий Алексеевич
Вита́лий Алексе́евич Панти́лов (укр. Віталій Олексійович Пантілов; род. 18 августа 1970, Никополь, Днепропетровская область) — советский и украинский футболист, игравший на позициях защитника и полузащитника.

## Биография
Начал заниматься футболом в никопольской ДЮСШ ДСО «Спартак». Затем продолжил обучение в местном спортинтернате, под руководством тренера Виктора Маслака. С 1987 года — в составе никопольского «Колоса», выступавшего в первой союзной лиге. В течение первого сезона своего пребывания в команде провёл всего 1 игру в Кубке СССР, а в чемпионате Советского Союза дебютировал только на следующий год. В 1989 году был призван в армию, во время службы выступал за киевский СКА. После демобилизации вернулся в «Колос»
Незадолго до распада СССР перешёл в запорожский «Металлург», в составе которого начал выступления в первом чемпионате независимой Украины. Дебютировал в высшей лиге 7 марта 1992 года, выйдя в стартовом составе в домашнем матче против донецкого «Шахтёра». Тем не менее, надолго в Запорожье не задержался и доигрывал чемпионат 1992 года в родном Никополе. В составе местной команды (к тому времени переименованной в «Металлург») стал серебряным призёром первой лиги чемпионата Украины. По окончании сезона получил приглашение от Владимира Стрижевского перейти в стан прошлогоднего победителя первой лиги — криворожского «Кривбасса». В составе криворожан провёл 3 сезона, выходя на поле в большинстве матчей, был штатным пенальтистом команды. В 1995 году вернулся в никопольский «Металлург». Отыграл в первой лиге 2 года, после чего снова заинтересовал клуб высшего дивизиона — кировоградскую «Звезду», куда перешёл в 1997 году. Проведя сезон в «Звезде», отправился на просмотр в самарские «Крылья Советов», однако не заинтересовал главного тренера самарцев Александра Аверьянова. В 1998 году, по приглашению Николая Павлова, стал игроком мариупольского «Металлурга», где задержался на 3 года. В составе приазовцев был одним из основных игроков и лидеров команды. В 2001 году перешёл в луцкую «Волынь-1», где провёл всего 4 игры, после чего получил серьёзную травму (разрыв ахиллового сухожилия) и выбыл на длительный срок. В 2003 году провёл ещё 2 матча за никопольский «Электрометаллург-НЗФ», после чего завершил профессиональную карьеру.
По окончании выступлений, играл за любительские клубы, участвовал в ветеранских турнирах. В 2007 году работал тренером в штабе Александра Омельчука в футбольном клубе «Полтава». Покинул команду вместе с Омельчуком в 2009 году. В 2017 году назначен помощником Григория Варжеленко в тренерском штабе «Никополя».

## Достижения
- Серебряный призёр первой лиги Украины: 1992 (группа «Б»)